# مارتین بشیر
مارتین بشیر (به انگلیسی: Martin Bashir) متولد ۱۹۶۳ لندن، خبرنگار، و مجری برنامه سیاسی abc Nightline که هر شب در آمریکا پخش می‌شود است.
وی دانش‌آموخته کینگز کالج لندن بوده، و اصالتاً پاکستانی است. او در سال ۲۰۰۲ مستند جنجالی زندگی با مایکل جکسون را تهیه نمود.
در سال ۲۰۲۱ مشخص شد که مارتین بشیر برای قانع کردن پرنسس دایانا به شرکت در مصاحبه‌ای که در سال ۱۹۹۵ میلادی پخش شد به جعل سند دست زده‌است. بر این مبنا مارتین بشیر صورتحساب‌هایی دستکاری‌شده را به ارل اسپنسر، برادر دایانا نشان داد که به غلط این‌طور جلوه می‌دادند که افرادی برای تعقیب پرنسس دایانا استخدام شده‌اند. مارتین بشیر بعدتر در این رابطه صداقت به خرج نداد و مدیران بی‌بی‌سی هم در تحقیق از او به وظایفشان عمل نکردند.
از فیلم‌ها یا مجموعه‌های تلویزیونی که وی در آن‌ها نقش داشته‌است، می‌توان به مایک باست: مدیر تیم ملی انگلستان اشاره نمود.